# باش كلان
باش‌ كلان هي قرية في مقاطعة كليبر، إيران. عدد سكان هذه القرية هو 328 في سنة 2006.